# Epidermophyton floccosum
Epidermophyton floccosum hat als Hautpilz aus der (nicht taxonomischen) Gruppe der Dermatophyten eine medizinisch relevante  Bedeutung, da er ein Erreger von Hautpilzerkrankungen ist. Er befällt ausschließlich den Menschen (anthropophil); betroffen ist vorrangig die Haut (Dermatophytose), seltener auch die Nägel (Nagelpilz), aber niemals das Haar.

## Makroskopische Merkmale
Sowohl auf Sabouraud-Glukose-Agar (alternativ Kimmig-Agar), als auch auf Mycosel-Agar, wächst der Dermatophyt mittelschnell, zunächst weiß. Aber schon nach wenigen Tagen nimmt der Thallus seine charakteristische grünlich-gelbe („olivgrüne“) Färbung an. Die Variationsbreite ist jedoch erstaunlich groß, so dass auch violette oder rosa gefärbte Isolate möglich sind. Die Kolonien sind gewöhnlich flach mit zentraler, knopfartiger Erhebung und durchzogen von strahlenförmigen Furchen und Falten. Nach 10 Tagen bei 30 °C hat die Kolonie einen Durchmesser von 10–25 mm. Typisch ist der bereits nach drei Wochen einsetzende sogenannte Pleomorphismus, was eigentlich 'die Vielgestaltigkeit' heißt. Hier ist er erkennbar an den weißen, watteähnlichen Luftmyzelflöckchen (siehe Myzel) inmitten der Kolonien. Mit zunehmendem Alter und bereits nach wenigen Subkulturen wird der Pilz vollständig pleomorph und besteht nur noch aus weißem, wattigem und sog. sterilem Myzel. Die Primärkultur-Unterseite ist farblos, später gelb-bräunlich und gefurcht.

## Mikroskopische Merkmale
Im mikroskopischen Bild zeigen sich zahlreiche keulenförmige, glatt- und dünnwandige Makrokonidien mit 2–8 Kammern, die einzeln lateral an den septierten Hyphen sitzen oder auch terminal zu 2–5 in Büscheln angeordnet sind. Sie können 7–12 µm breit und 20–40 µm lang sein. Im Gegensatz zu den Gattungen Trichophyton und Microsporum werden keine Mikrokonidien gebildet. In Abhängigkeit vom Kulturalter sind zunehmend interkalare und terminale, 20 µm große Chlamydosporen zu sehen.

## Physiologische Merkmale
Das Wachstumsoptimum liegt bei 28 °C. Der Pilz wächst aber auch bei 37 °C. Im Gegensatz zu anderen Dermatophyten kann E. floccosum Haare nicht befallen. Vitaminzusätze zum Nährboden haben keine bedeutenden Auswirkungen und können deshalb vernachlässigt werden. Der Ureasetest ist häufig nach 7 Tagen bei 25 °C positiv, aber nicht immer zuverlässig. Auf BCP-(Bromocresol purple)-Milchglukose-Agar färbt sich der Indikator in Abgrenzung zu gelb pigmentierenden Trichophyton-rubrum-Stämmen purpurn. Verkümmerte, pleomorphe Kulturen lassen sich durch Überimpfung auf salzhaltigen Agarplatten, denen 3 % beziehungsweise sogar 5 % Natriumchlorid (NaCl) zugesetzt wird, wieder in ihre ursprüngliche, flache, grünlich-gelbe und makrokonidienhaltige Wuchsform zurückführen. Dies ist auch ein Unterscheidungsmerkmal zu anderen Dermatophyten, die unter diesen Bedingungen entweder nicht wachsen oder pleomorph bleiben.

## Klinische Bedeutung
Der Pilz wird von Mensch zu Mensch übertragen, häufig indirekt über Duschräume, Bäder, Handtücher, Schuhe und Bekleidung (Unterwäsche und Strümpfe). Experimentelle Infektionen an Versuchstieren blieben erfolglos. Am Menschen tritt die Infektion am häufigsten auf in der Leistengegend und den Beinen als Tinea inguinalis et cruris, aber auch im Gesicht (Tinea faciei), am Hals, Rücken, Bauch als Tinea corporis, an Armen, Handrücken, Handinnenflächen und Fingerzwischenräumen als Tinea manus, an Fußsohlen und Zehenzwischenräumen als Tinea pedis, und deutlich seltener in den Nägeln als Tinea unguium oder Onychomykose. Die Tinea corporis ist gekennzeichnet durch rötende und pustelbildende Hautstörungen mit ring- bis strahlenförmiger Ausbreitung.

## Untersuchungsmaterial und Bestimmungsmethode
Es sollten solche Materialien verwendet werden, die der Pilz befallen kann, also Haut- und Nagelschüppchen, aber keine Haare und Haarwurzeln. Vom Untersuchungsmaterial wird neben dem Direktpräparat die Pilzkultur auf mindestens zwei verschiedenen Nährböden angefertigt. Für das Direktpräparat sollte vorzugsweise Calcofluor in 20-prozentiger Kalilauge zum Aufschluss verwendet werden. Im positiven Fall sind unter Verwendung eines Fluoreszenzmikroskops bei zunächst 100-facher, anschließend 400-facher Vergrößerung ausgedehnte Ketten von dickwandigen, grün leuchtenden, nicht stark geschwollenen, interkalaren Chlamydosporen zu sehen. Da möglicherweise einige Stämme von E. floccosum durch Cycloheximid im Nährboden gehemmt werden könnten, sollte zusätzlich immer auch mindestens ein Nährboden ohne Cycloheximid verwendet werden.

## Bewertung
Epidermophyton floccosum ist ein in jedem Fall pathogener Erreger, der in Mitteleuropa im Vergleich zu anderen Dermatophyten am vierthäufigsten auftritt. Jeder Nachweis aus Patientenmaterial – Haut- und Nägelschüppchen – ist als therapiebedürftiger Befund anzusehen. Die Behandlung erfolgt äußerlich mit antimykotischen Cremes und Lösungen, bei Befall der Nägel mittels systemisch wirkenden Antimykotika in Tabletten- oder Kapselform, unter anderem Terbinafin oder Itraconazol.